# Zadra (Energylandia)
Zadra in Energylandia (Zator, Polen) ist eine Stahlachterbahn vom Typ IBox Track des Herstellers Rocky Mountain Construction, die am 22. August 2019 eröffnet wurde. Im Gegensatz zu den vorherigen IBox-Track-Achterbahnen des Herstellers, nutzt Zadra nicht die vorherige Stützeninfrastruktur alter Holzachterbahnen, sondern wurde erstmals von Grund auf neu errichtet. Sowohl von der Höhe als auch von der Geschwindigkeit zählt Zadra zu den Top-10 in Europa.

## Fahrt
Die 1316 m lange Strecke erreicht eine Höhe von 62,8 m und besitzt eine erste Abfahrt von 90°. Auf der Strecke wurden insgesamt drei Inversionen verbaut: einen Zero-g-Stall und zwei Zero-g-Rolls.

## Züge
Zadra besitzt zwei Züge mit jeweils sechs Wagen. In jedem Wagen können vier Personen (zwei Reihen à zwei Personen) Platz nehmen.